# Chitose (porte-avions)
Pour les articles homonymes, voir Chitose.
Le Chitose est un transport d'hydravions puis porte-avions léger de la marine impériale japonaise. Navire de tête de la classe du même nom, il est commissionné en 1938.

## Conception

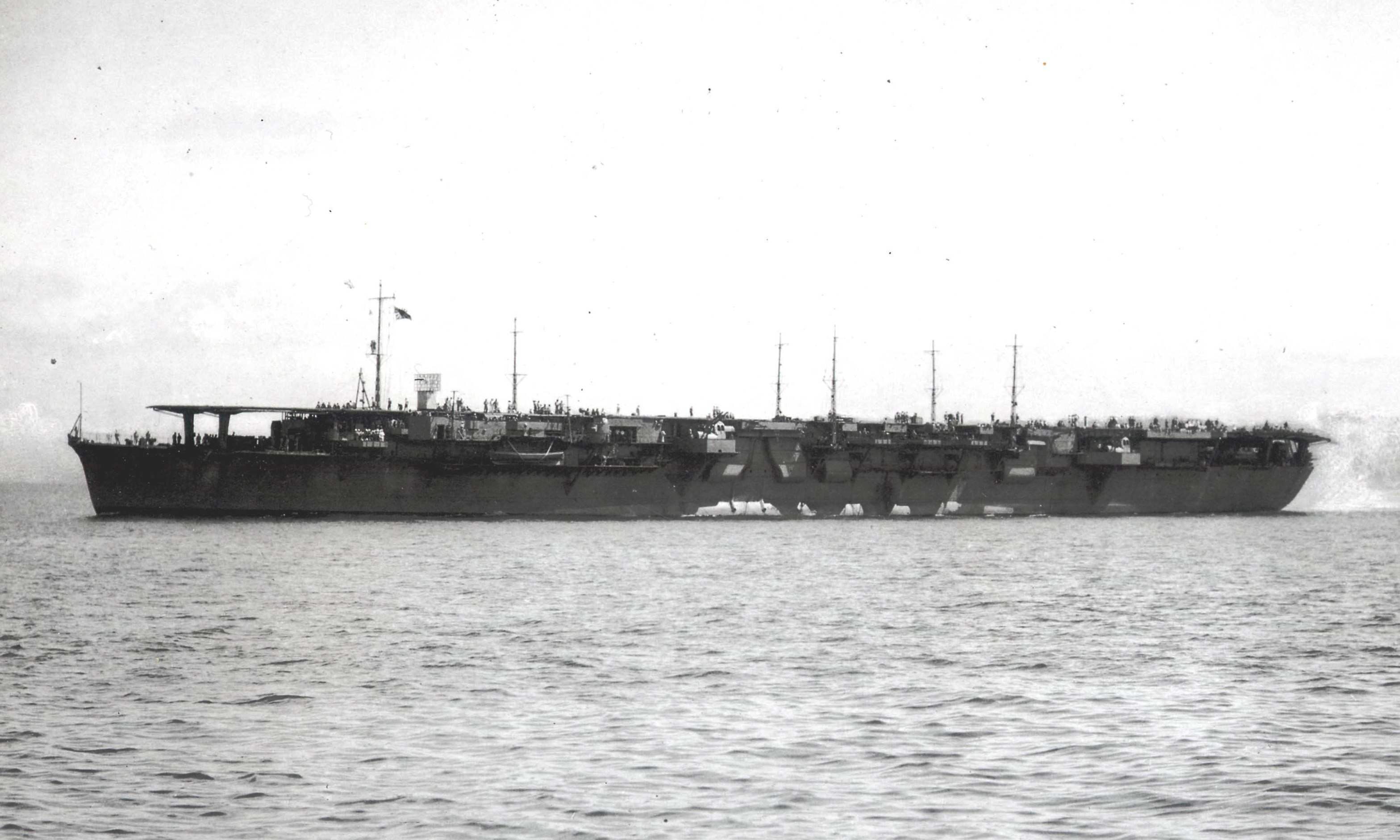
Le Chitose en 1944

En 1934, le Chitose est construit en tant que transports d'hydravions à l'arsenal naval de Kure, respectant ainsi le traité naval de Washington. Cependant, sa conception est telle qu'il peut être rapidement transformé en porte-avions, ce qui est fait du 26 janvier au 31 octobre 1943.